# 유복 (하간애왕)
하간애왕 유복(河間哀王 劉福, ? ~ 기원전 165년)은 중국 전한의 황족 · 제후왕으로, 하간왕이며 시호는 애(哀)이다. 전한 고제의 증손이며 조유왕 유우의 손자, 하간문왕 유벽강의 아들이다.

## 생애
아버지 하간문왕이 문왕 13년(기원전 166년)에 죽자 그 뒤를 이어 하간왕이 되었으나 이듬해에 죽었고, 아들이 없어 봉국을 폐지해 군으로 삼았다.